# Шкрябино
Шкрябино — село в Стародубском муниципальном округе Брянской области.

## География
Находится в южной части Брянской области на расстоянии приблизительно 3 км по прямой на север-северо-запад от районного центра города Стародуб.

## История
Упоминалось как село с XVII века, бывшее владение полковника Коровки и его сыновей, с XVIII в. — Жоравок, позднее Шираев. Казачьего населения не имело. В годы Северной войны (1708) здесь временно располагался лагерь шведского короля Карла XII. В XVIII-XIX вв в селе селе была Трехсвятская церковь. Также упоминалась старая Иерофеевская деревянная церковь (не сохранилась). В 1859 была построена каменная церковь Архидиакона Стефана (не сохранилась). В XVII—XVIII веках входило в 1-ю полковую сотню Стародубского полка. В XIX веке село Шкрябино было в составе Стародубской волости Стародубского уезда Черниговской губернии. В 1859 году в селе было учтено 50 дворов, в 1892 — 81. Работал колхоз «Память Ленина». 
До 2019 года входило в состав Мохоновского сельского поселения, с 2019 по 2021 в состав Запольскохалеевичского сельского поселения Стародубского района до их упразднения.

## Население
Численность населения: 306 человек (1859 год), 500 (1892), 497 человек в 2002 году (русские 100 %), 456 в 2010.